# جانيت ماكلاكلان
جانيت ماكلاكلان (بالإنجليزية: Janet MacLachlan)‏ هي ممثلة أمريكية، ولدت في 27 أغسطس 1933 في نيويورك في الولايات المتحدة، وتوفيت في 11 أكتوبر 2010 في لوس أنجلوس في الولايات المتحدة.

## أعمال

### أفلام
- الطابق الثالث عشر[5]
- الفتى الذي بإمكانه الطيران
- حبل مشدود[6]

## وصلات خارجية
- جانيت ماكلاكلان على موقع IMDb (الإنجليزية)
- جانيت ماكلاكلان على موقع قاعدة بيانات برودواي على الإنترنت (الإنجليزية)
- جانيت ماكلاكلان على موقع قاعدة بيانات الفيلم (الإنجليزية)